# Francesco Cetti
Francesco Cetti (født 9 august 1726, død 20 november 1778) var en italiensk jesuiterpræst, zoolog og matematiker. Han er kendt for sit værk om Sardiniens fauna: Storia Naturale di Sardegna (Natural History of Sardinia) (1774-7).
Cettisangeren er opkaldt efter Francesco Cetti.